# Talaiot de Son Fred
Der Talaiot de Son Fred ist ein prähistorischer Turmbau auf der spanischen Baleareninsel Mallorca. Er steht auf einem Feld im Gemeindegebiet von Sencelles in der Region (Comarca) Pla de Mallorca. Der auf einem kreisförmigen Grundriss erbaute Talaiot (vom katalanischen Wort talaia für „Beobachtungs- und Wachturm“) ist im unteren Teil erhalten. Das Bauwerk wird der eisenzeitlichen Talaiot-Kultur (auch Talayot-Kultur) zugerechnet, die Mallorca vom 9. bis 6. Jahrhundert v. Chr. prägte.

## Lage
Der Talaiot de Son Fred befindet sich auf etwa 103 Metern Höhe über dem Meeresspiegel im parzellierten Gebiet von Son Fred. Das Grundstück, auf dem er steht, wurde in der zweiten Hälfte des 20. Jahrhunderts von der Fundació Juan March erworben und der Gemeinde Sencelles geschenkt, die es der Öffentlichkeit zugänglich machte. Die Entfernung zum Zentrum des Ortes Sencelles im Südwesten beträgt 1,7 Kilometer. Zu erreichen ist der Talaiot auf asphaltierten Wegen wie dem Camí de Son Canyís, die von der Landstraße MA-3120 abgehen, der Straße von Sencelles nach Inca.

## Beschreibung

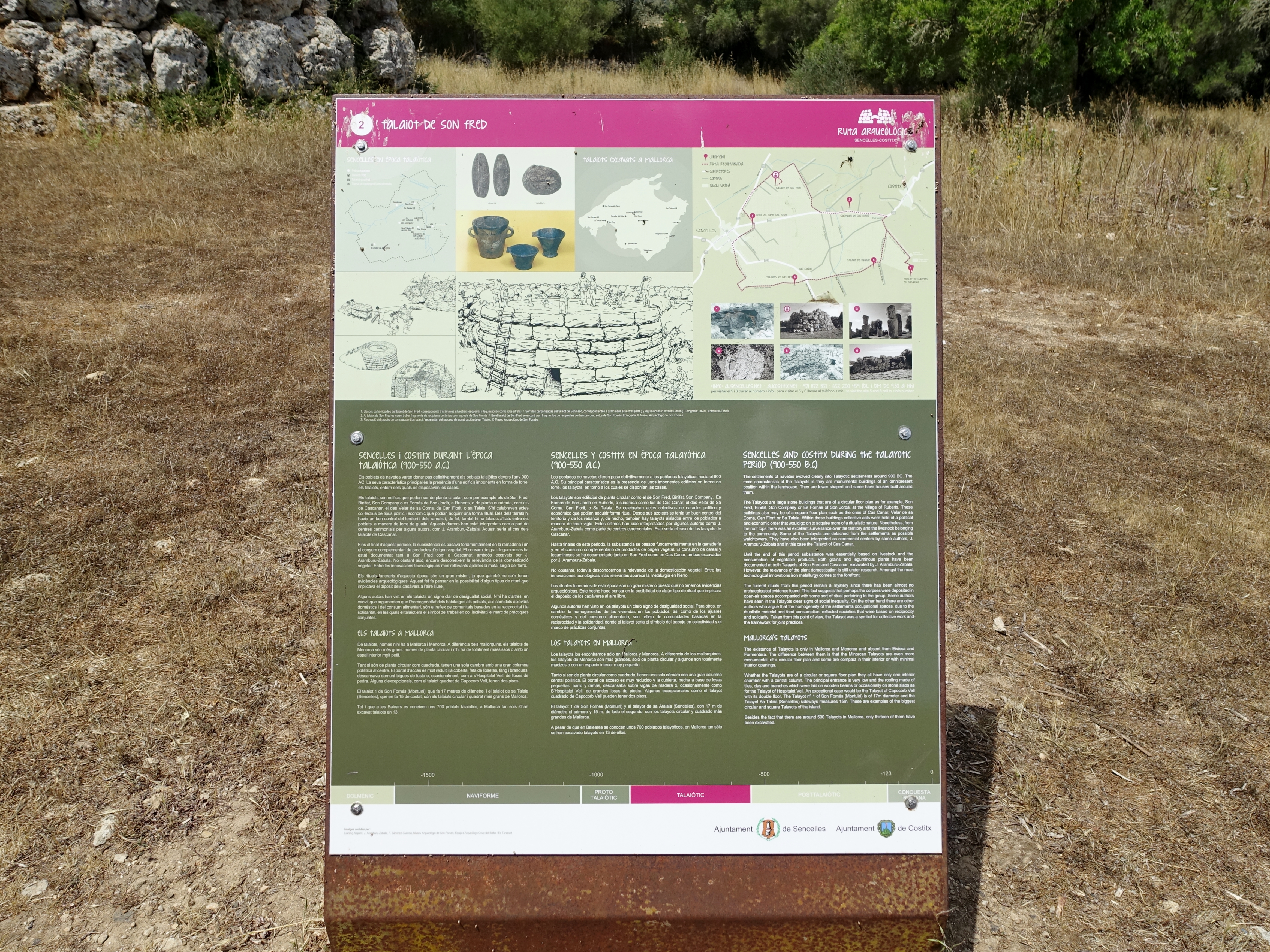
Hinweisschild vor dem Talaiot

Unter den Turmbauten der Kultur des Talaiotikum unterscheidet man quadratische und runde Bauwerke (katalanisch talaiot quadrat und talaiot circular). Der Talaiot de Son Fred ist von der Anlage her ein runder, sich nach oben verjüngender Turmbau. Er wurde bei zwei Grabungskampagnen in den Jahren 2005 und 2006 unter der Leitung von Javier Aramburu-Zabala und Damià Ramis untersucht.

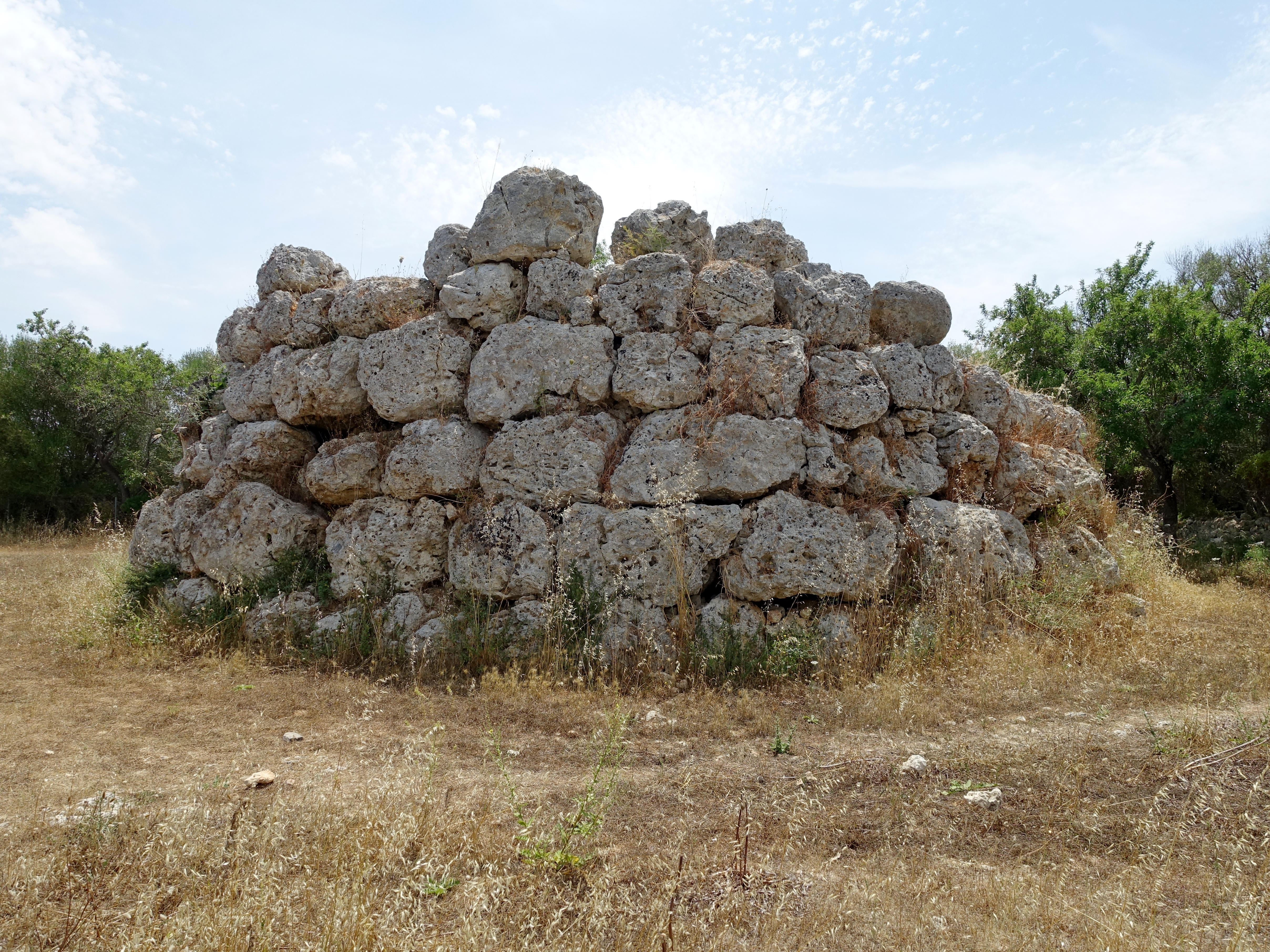
Nordwestseite des Talaiots

Der Talaiot de Son Fred hat einen Durchmesser von etwa 13,6 Metern an der Basis und 12,2 bis 12,4 Metern im oberen Bereich. Die verbliebene äußere Höhe beträgt 5 Meter an der Nordwestseite. Die innere Kammer des Talaiots ist 3,7 Meter hoch und besitzt einen Durchmesser von 5,1 bis 5,5 Metern. Der Zwischenraum zwischen dem äußeren und inneren Mauerwerk aus trocken aufeinandergefügten Steinblöcken ist mit Erde und Geröll verfüllt. Im Zentrum der inneren Kammer steht eine Säule aus vier Steinblöcken mit einer Höhe von zusammen 3,7 Metern. Die Höhe der einzelnen Blöcke variiert von 0,54 Meter (unterer Block) bis 1,18 Meter (oberer Block).
Der Durchgang zum Innenraum des Talaiots befindet sich im Südosten. Er liegt an der Außenseite 50 Zentimeter über dem Erdboden und ist 1,61 Meter hoch und 0,96 Meter breit. Den Sturz bildet ein nach oben gewölbter Steinblock, 1,80 Meter breit, 0,50 Meter hoch und 1,40 Meter tief. Im Gegensatz zu vielen anderen Talaiots auf Mallorca, dabei jedoch keine Ausnahme, führt der Durchgang nicht gerade ins Innere. Er beschreibt einen Winkel nach rechts, um dann nach links in den Innenraum zu stoßen. Der Zugang zum Innenraum ist dabei höher als der äußere Eingang.
Etwa 75 Meter südöstlich des Talaiots de Son Fred befinden sich auf dem Grundstück von Son Salí die Reste eines zweiten Talaiots. Auf der Fläche zwischen beiden wurde Keramik gefunden. Die Grabungsleiter gehen davon aus, dass der Talaiot de Son Fred wahrscheinlich Teil einer Siedlung war. Die möglichen Siedlungsreste wurden bisher nicht freigelegt.

Ansichten des Talaiots
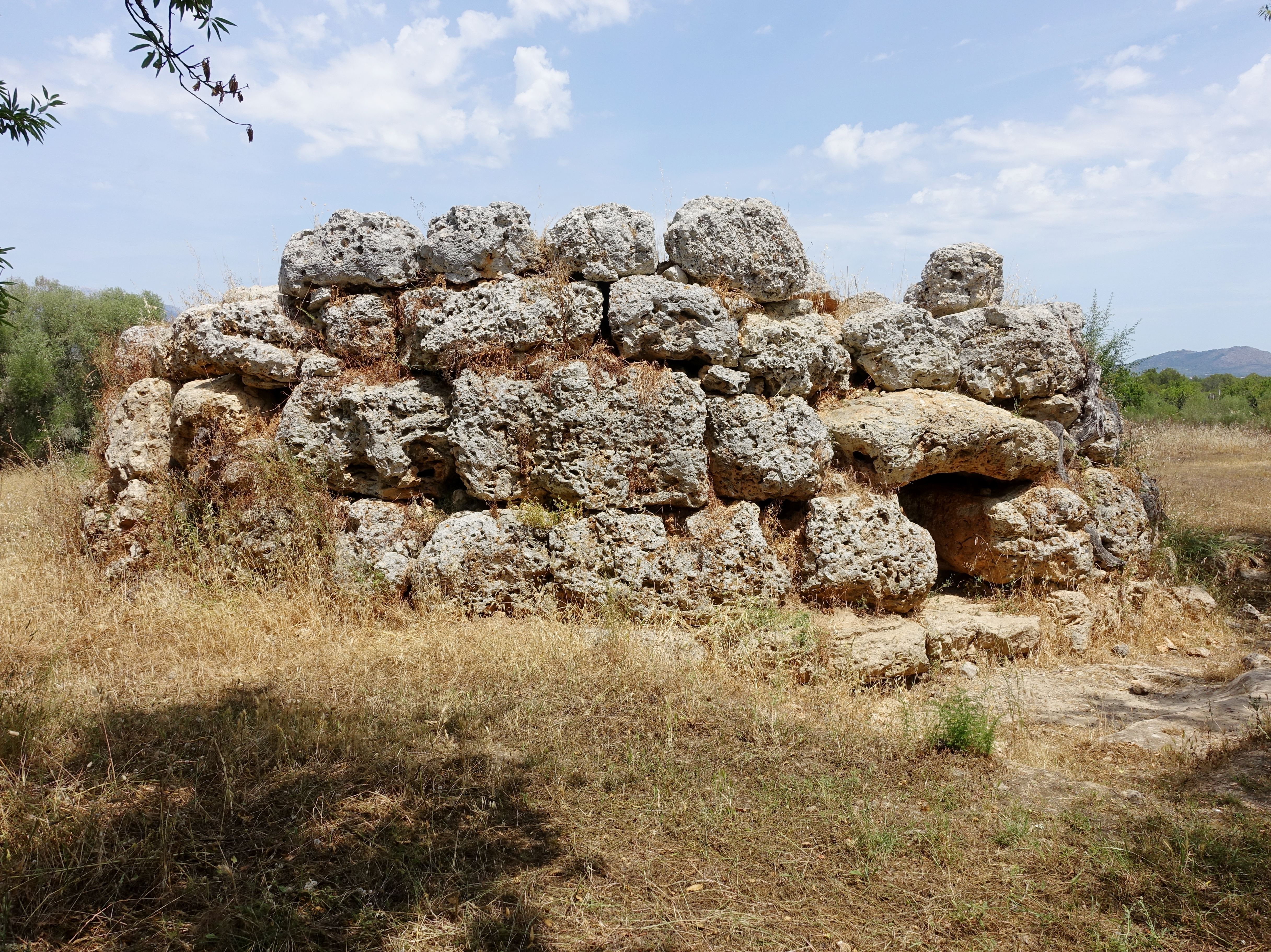
Südseite
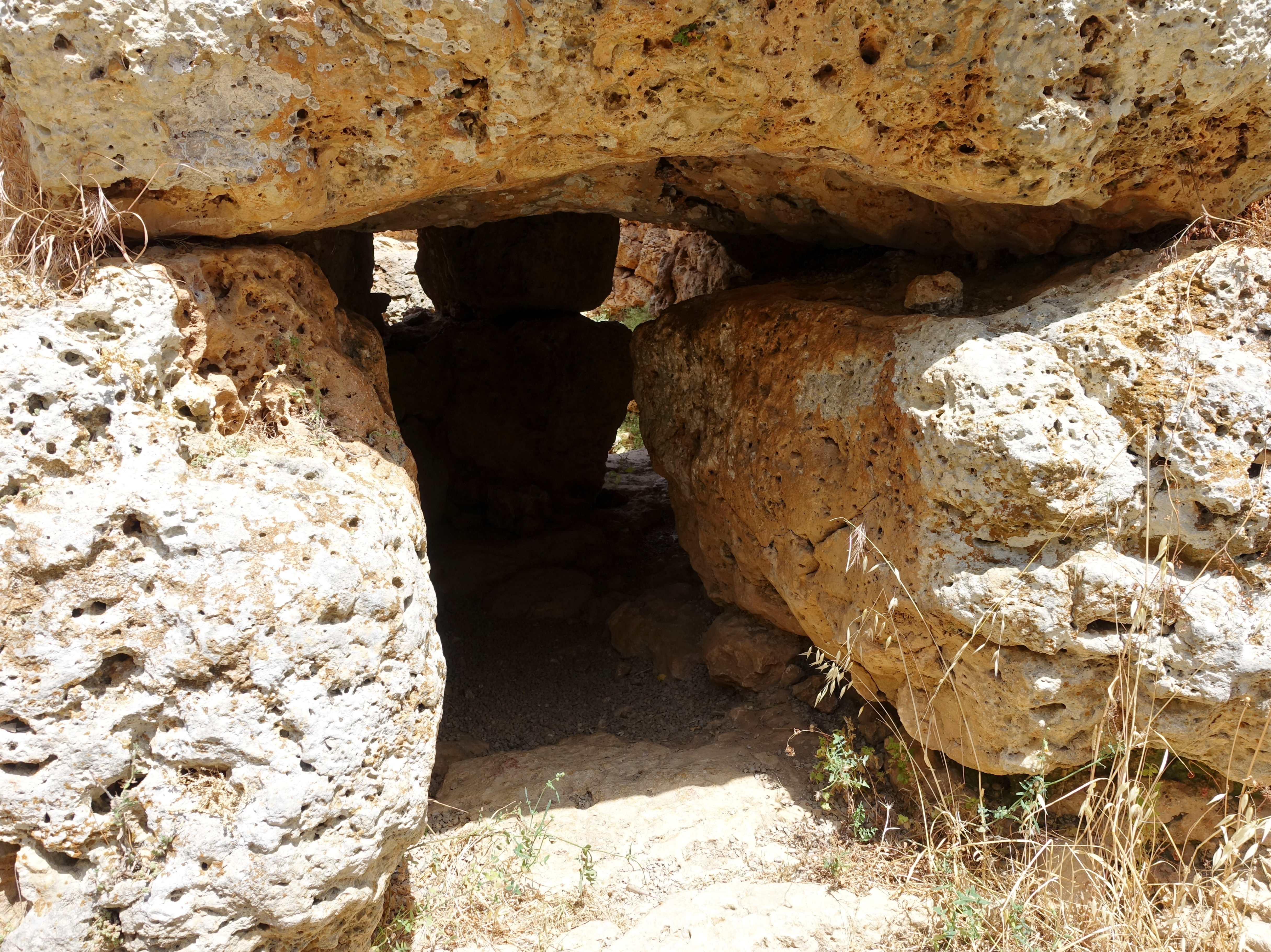
Durchgang
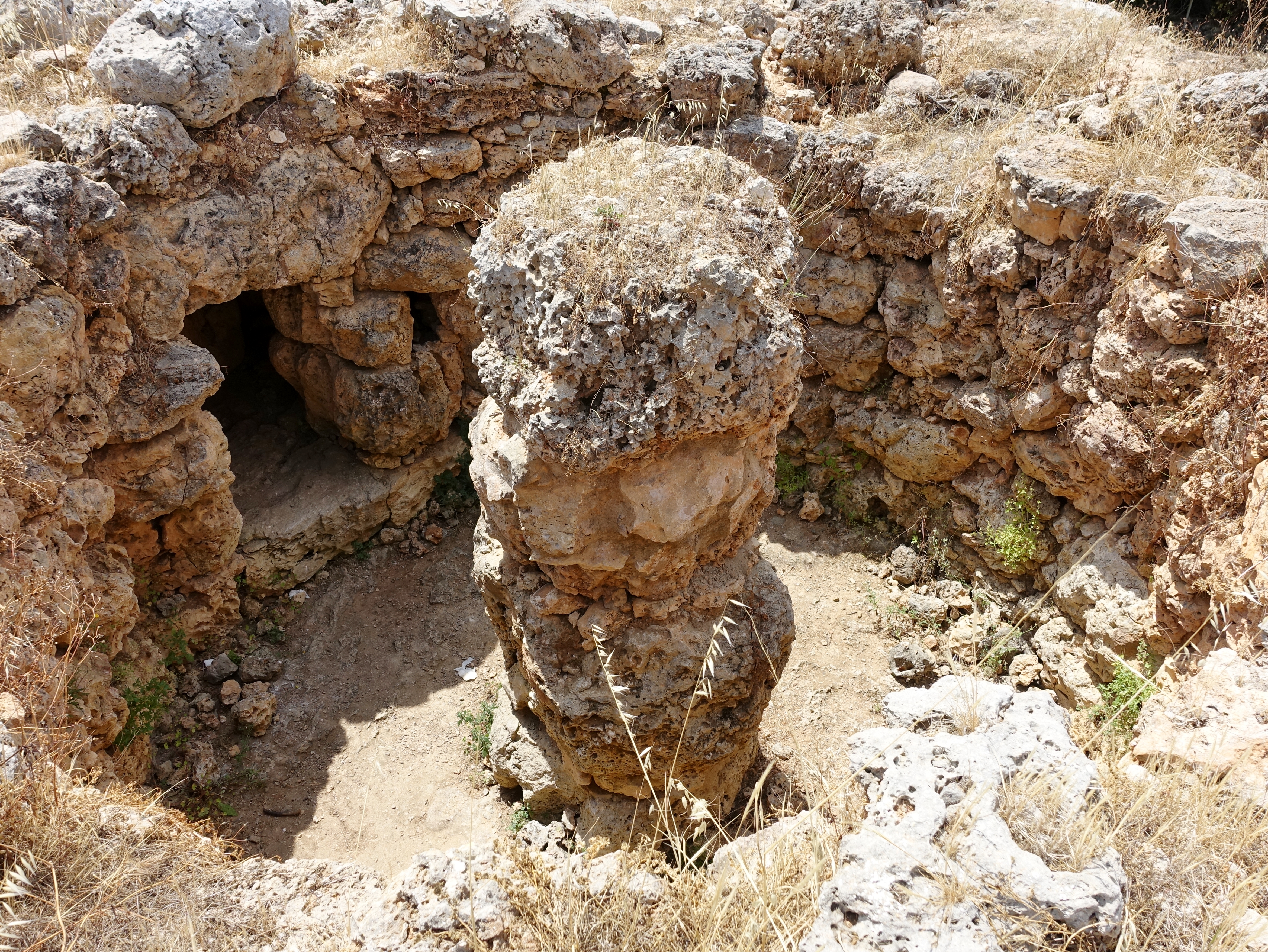
Mittelsäule
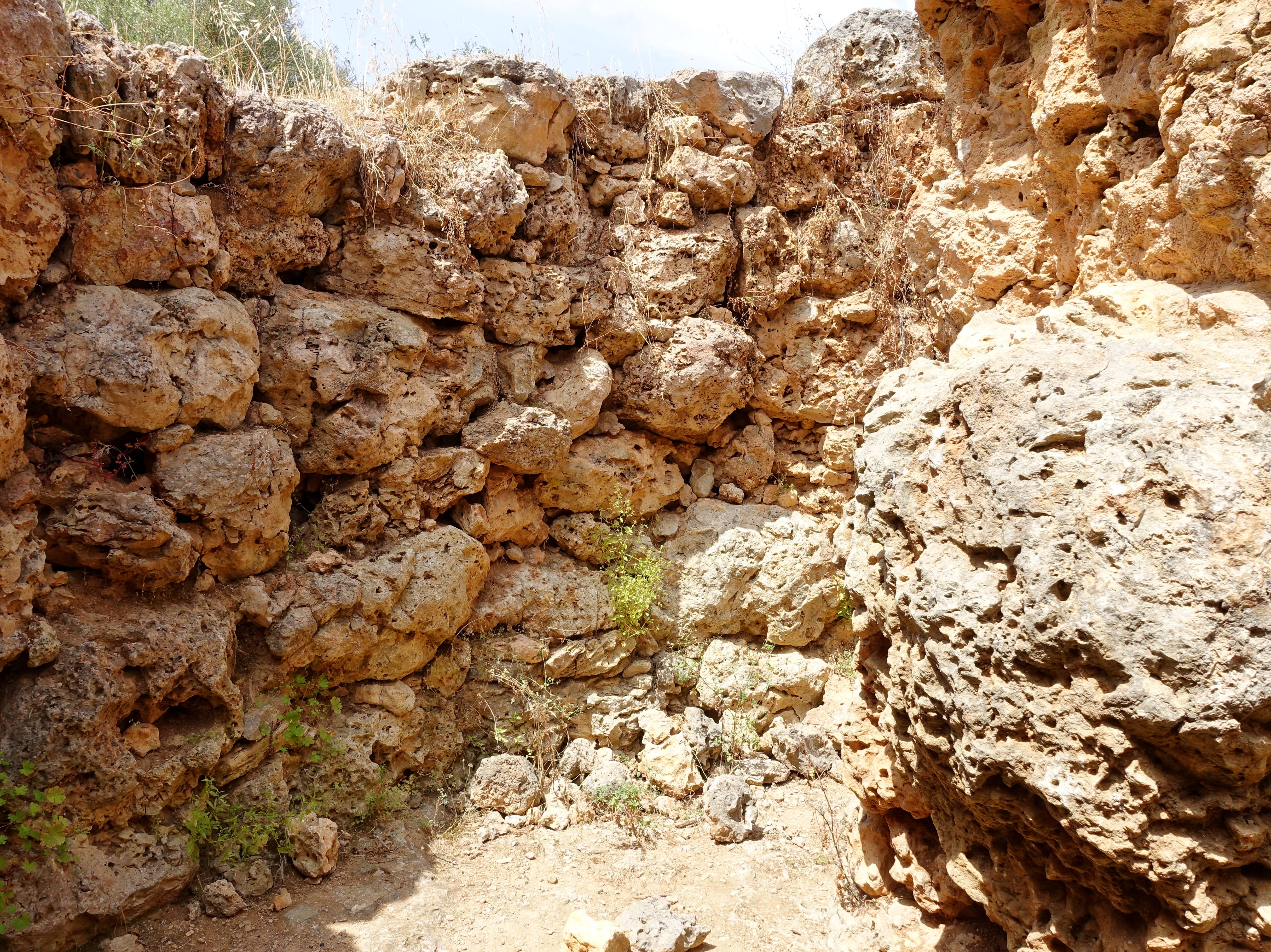
Innenraum

## Einzelnachweise

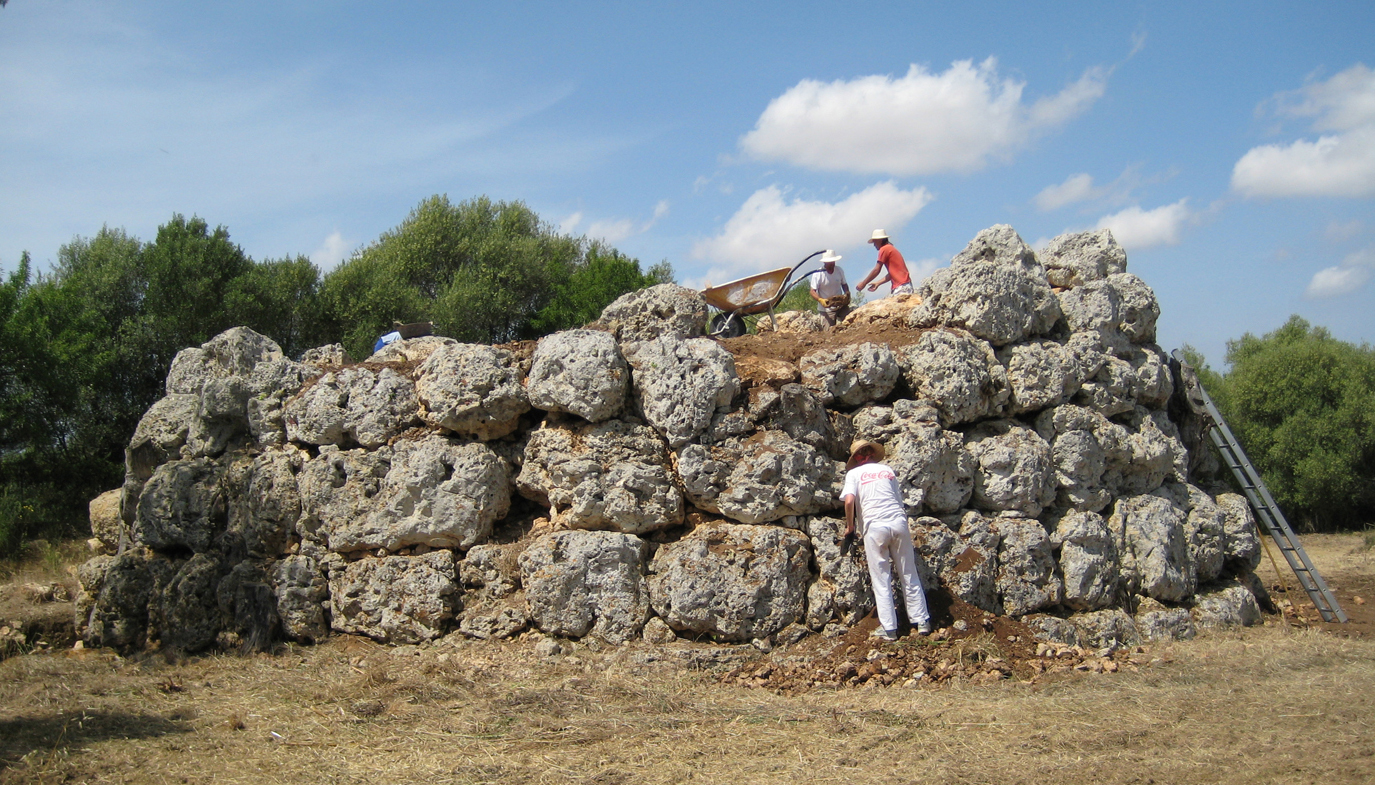
Restaurierung des Talaiots de Son Fred im Jahr 2008